# ماریانو اوگلسیچ
ماریانو اوگلسیچ (انگلیسی: Mariano Uglessich؛ زادهٔ ۶ نوامبر ۱۹۸۱) بازیکن سابق فوتبال اهل آرژانتین است که در پست دفاع بازی می‌کرد.
او بازی را در بخش‌های جوانان ولز سارسفیلد آغاز کرد و در ۲۲ فوریه ۲۰۰۲ به صورت حرفه‌ای در میدان‌های فوتبال ظاهر شد.